# Vàng anh Á Âu

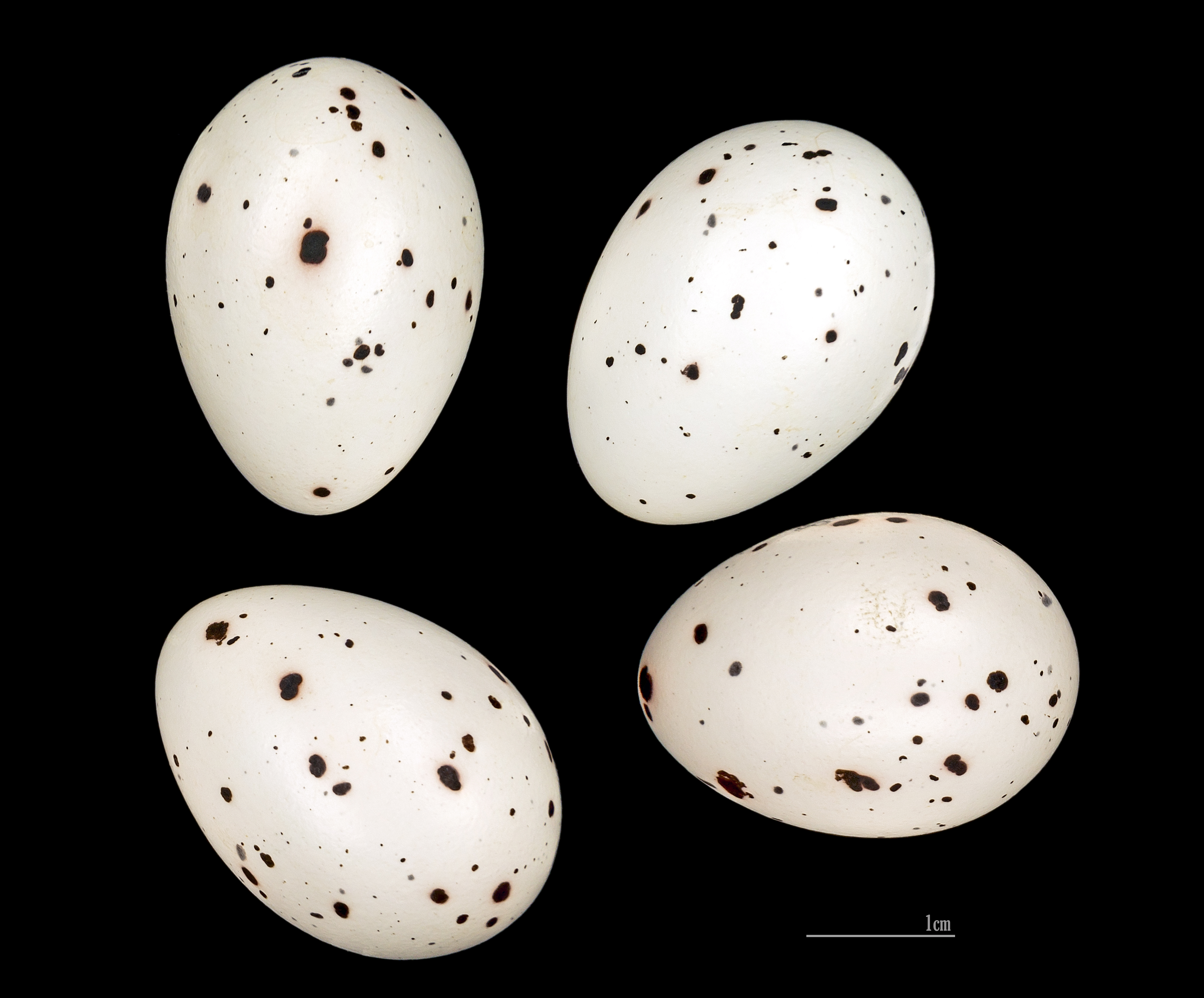
Oriolus oriolus

Bài này nói về một loài chim, nó còn là tên gọi của một chi thực vật là chi Saraca thuộc phân họ Vang.
Vàng anh Á Âu hay hoàng anh Á Âu (danh pháp hai phần: Oriolus oriolus), là một loài chim trong họ Vàng anh (Oriolidae) thuộc bộ Sẻ (Passeriformes).

## Phân loại và hệ thống học
Vàng Anh Á Âu ban đầu được Carl Linnaeus mô tả trong chi Coracias (chứa các loài sả rừng). Cho tới năm 2011 nó được cho là đồng loài với vàng anh Ấn Độ cho đến khi được chia tách. Một quần thể nhỏ có tên gọi turkestanica được Charles Vaurie coi là không thể phân biệt được với O. o. oriolus. Các tên gọi khác còn có vàng anh châu Âu và vàng anh Tây Á Âu.

## Mô tả
Vàng anh trống nổi bật với bộ lông vàng và đen điển hình, nhưng vàng anh mái lại có bộ lông vàng ánh xanh lục buồn tẻ. Chúng là loài chim khá nhút nhát và thậm chí cả chim trống cũng rất khó phát hiện trong các tán lá có màu xanh lục và vàng lốm đốm.
Kiểu bay lượn của chúng tương tự như ở các loài chim hoét, thẳng và mạnh với độ nghiêng nhỏ trên một khoảng cách lớn.
Tiếng kêu của chúng giống như tiếng kêu của chim giẻ cùi, nhưng của chúng thì thánh thót tựa như là uyla-uy-u hay or-iii-ole, không lẫn vào đâu được khi đã nghe thấy.
Tên gọi trong tiếng Anh của nó là "oriole" có nguồn gốc từ tiếng Latinh oriolus lần đầu tiên được ghi nhận bởi Albertus Magnus vào khoảng năm 1250, và ông đã coi nó là từ tượng thanh để làm tên gọi cho loài chim này, dựa theo tiếng hót của nó.
Các loài vàng anh Tân thế giới có bề ngoài tương tự như họ Vàng anh (Oriolidae), nhưng chúng thuộc họ Icteridae và không có quan hệ họ hàng gì với họ Vàng anh của Cựu thế giới.

## Tập tính, sinh thái
Là loài duy nhất trong họ Vàng anh sinh sản ở khu vực ôn đới Bắc bán cầu. Nó là loài chim di cư, về mùa hè nó di cư đến khu vực châu Âu và miền tây châu Á còn mùa đông thì di cư đến khu vực nhiệt đới ở miền trung và miền nam châu Phi.
Nó là loài chim đậu trên các cây cao lá sớm rụng trong các khu vực đồng rừng, vườn cây ăn quả hay công viên. Một quần thể nhỏ tại Anh sinh sản trong các khu vực trồng cây dương đen (Populus nigra).
Chúng làm tổ trên các chạc cây và đẻ từ 3-6 trứng. Thức ăn chủ yếu của chúng là côn trùng và quả, được chúng tìm kiếm trên các tán lá.